# رالف سبينس
رالف سبينس (بالإنجليزية: Ralph Spence)‏ هو كاتب سيناريو أمريكي، ولد في 4 نوفمبر 1890 في كي ويست في الولايات المتحدة، وتوفي في 21 ديسمبر 1949 في وودلاند هيلز، كاليفورنيا في الولايات المتحدة بسبب نوبة قلبية.

## وصلات خارجية
- رالف سبينس على موقع IMDb (الإنجليزية)
- رالف سبينس على موقع ألو سيني (الفرنسية)
- رالف سبينس على موقع أول موفي (الإنجليزية)
- رالف سبينس على موقع قاعدة بيانات برودواي على الإنترنت (الإنجليزية)
- رالف سبينس على موقع قاعدة بيانات الأفلام السويدية (السويدية)
- رالف سبينس على موقع قاعدة بيانات الفيلم (الإنجليزية)
- رالف سبينس على موقع كينوبويسك (الروسية)